# Moncalvillo
Moncalvillo es un municipio y localidad española de la provincia de Burgos, en la comunidad autónoma de Castilla y León. El término municipal, ubicado en la comarca de la Sierra de la Demanda, tiene una población de 76 habitantes (INE 2024).

## Toponimia
El término Moncalvillo deriva de un monte cercano al municipio en cuya cumbre escasea la vegetación y que se denomina La Calvilla. El término de la Sierra toma como referencia la sierra en la que está situado.
Comparte el topónimo Moncalvillo con otros pueblos. En la provincia de Cuenca, Moncalvillo de Huete tiene similitudes en aspectos de geografía física. En La Rioja existe la Sierra de Moncalvillo.

## Geografía física
La mayor parte del terreno de Moncalvillo está en la llanura del desfiladero del río Ciruelos y en el pie de varias montañas lo que condiciona las características de geomorfología, litología, hidrografía, climatología, biota, edafología, glaciología y ubicación del núcleo de población entre otros.

### Ubicación
El municipio forma parte del partido judicial de Salas de los Infantes.
|                             | Norte: Castrillo de la Reina |                             |
| Oeste: Cabezón de la Sierra |                              | Este: Palacios de la Sierra |
|                             | Sur: Rabanera del Pinar      |                             |

### Geomorfología
Enclavado a orillas del río Ciruelos, rodeado de pequeñas montañas pertenecientes a la Sierra de la Demanda y que continúa en los Picos de Urbión, englobadas todas estas sierras en el Sistema Ibérico.
- El Alto El Otero (1167 m) colina situada al sureste del municipio en la cual se encuentra la antena de la televisión del pueblo. Un poco más abajo se encuentra "el oterito" donde se sitúa el depósito del pueblo.
- El Alto La Buitrera (1148 m) colina situada al noreste del municipio en la que destaca por la posición de unas piedras grandes en las que antiguamente se hacían hogueras.
- El Alto La Cabezada (1159 m) colina situada al noroeste del municipio en la que destacan las enormes rocas de la cumbre y sus numerosos y pequeños covachos.
- El Alto Cuesta La Horca (1140 m) colina situada al suroeste del municipio en donde más abajo está situada la iglesia de San Pedro Apóstol y en la que se desarrollaba la conocida prueba ciclista Amachim-Vertical-Brada hasta el año 2013.

### Comunicaciones
Carretera provincial BU-V-8222, que comunica con Castrillo de la Reina en la autonómica CL-117 que nos conduce a Salas de los Infantes y Palacios de la Sierra.
A principios del siglo XX, el Ayuntamiento de Moncalvillo hizo gestiones para la construcción de un camino vecinal con Rabanera del Pinar. En el 11 de agosto de 1911, el ayuntamiento moncalvillés comunicó al de Palacios de la Sierra no poder aportar nada al que se pretendía de Palacios a Fuente el Espino, en La Gallega, por tener la localidad la intención de construir uno con Rabanera.
En octubre de 2009, acabaron las obras de mejora del camino Palacios de la Sierra-Moncalvillo con aglomerado.

### Hidrografía
Todos los cursos de agua de Moncalvillo portan agua al Arlanza a través del Ciruelos.
Por la dirección de las laderas, tales corrientes de agua descienden por la vertiente sur del anticlinal de la sierra de Neila y por la ladera este de las estribaciones de los Picos de Urbión. Sus ríos son diversos y de carácter torrencial.

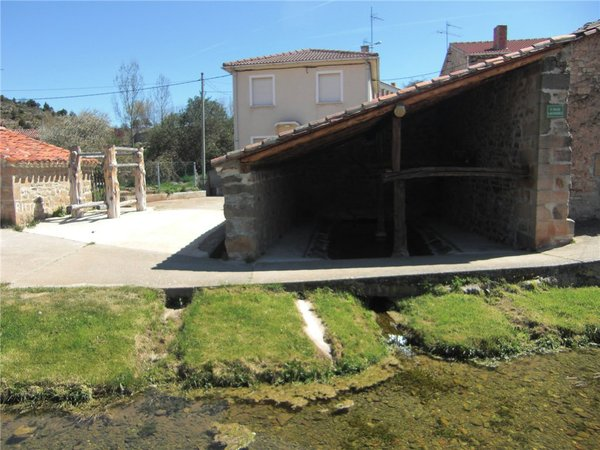
Río Ciruelos en su transcurso por el lavadero y el potro del pueblo

- Río Ciruelos. Nace en la Fuente de la Cerradilla, conocida popularmente como la Cerralla, zona llana rodeada de chopos a escasos metros del pueblo en dirección hacia Rabanera.
- Arroyo del Lomo. Arroyo que solo lleva agua en invierno o cuando hay tormenta que desemboca en el Ciruelos en la parte de arriba.
- Arroyo de Valdeavellanos. Arroyo muy parecido al anterior que desemboca un poco más arriba.
- Arroyo de la Vega. Arroyo que viene del pinar de Rabanera y va a dar al nacimiento del río Ciruelos.
- Arroyo del Valle. Agua que viene del valle, zona llana paralela al camino de Palacios que atraviesa el pueblo por el Barrio de San Roque y llega al Ciruelos al final del municipio.

Existen una mayor cantidad de arroyos pero de escasa importancia.

### Clima
Predomina el clima continental de montaña. Según la clasificación climática de Köppen, se encuadra en la variante Cfb. Las estaciones están muy marcadas; los inviernos suelen ser fríos con heladas y nevadas; los veranos cálidos y secos, suaves y poco lluviosos; las primaveras y otoños bastante lluviosos. Las precipitaciones se reparten a lo largo del año, reduciéndose en verano.
La oscilación térmica anual ronda los 15 °C; la oscilación diaria en los casos más extremos puede rebasar 20 °C.
| Parámetros climáticos promedio de Hontoria del Pinar (temperaturas) y Canicosa de la Sierra (precipitaciones)                     | Parámetros climáticos promedio de Hontoria del Pinar (temperaturas) y Canicosa de la Sierra (precipitaciones) | Parámetros climáticos promedio de Hontoria del Pinar (temperaturas) y Canicosa de la Sierra (precipitaciones) | Parámetros climáticos promedio de Hontoria del Pinar (temperaturas) y Canicosa de la Sierra (precipitaciones) | Parámetros climáticos promedio de Hontoria del Pinar (temperaturas) y Canicosa de la Sierra (precipitaciones) | Parámetros climáticos promedio de Hontoria del Pinar (temperaturas) y Canicosa de la Sierra (precipitaciones) | Parámetros climáticos promedio de Hontoria del Pinar (temperaturas) y Canicosa de la Sierra (precipitaciones) | Parámetros climáticos promedio de Hontoria del Pinar (temperaturas) y Canicosa de la Sierra (precipitaciones) | Parámetros climáticos promedio de Hontoria del Pinar (temperaturas) y Canicosa de la Sierra (precipitaciones) | Parámetros climáticos promedio de Hontoria del Pinar (temperaturas) y Canicosa de la Sierra (precipitaciones) | Parámetros climáticos promedio de Hontoria del Pinar (temperaturas) y Canicosa de la Sierra (precipitaciones) | Parámetros climáticos promedio de Hontoria del Pinar (temperaturas) y Canicosa de la Sierra (precipitaciones) | Parámetros climáticos promedio de Hontoria del Pinar (temperaturas) y Canicosa de la Sierra (precipitaciones) | Parámetros climáticos promedio de Hontoria del Pinar (temperaturas) y Canicosa de la Sierra (precipitaciones) |
| Mes | Ene. | Feb. | Mar. | Abr. | May. | Jun. | Jul. | Ago. | Sep. | Oct. | Nov. | Dic. | Anual |
| --- | --- | --- | --- | --- | --- | --- | --- | --- | --- | --- | --- | --- | --- |
| Temp. media (°C) | 2.10 | 3.20 | 5.30 | 7.10 | 11 | 15.30 | 18.90 | 18.70 | 15 | 10.10 | 5.90 | 3.20 | 9.7 |
| Precipitación total (mm) | 86.60 | 77.60 | 53.80 | 75.50 | 82.60 | 51.60 | 26.20 | 26.40 | 49.70 | 79.10 | 85.80 | 107.80 | 802.7 |
| Fuente: Ministerio de Agricultura, Alimentación y Medio Ambiente. Datos de precipitación (1967-2003) y de temperatura (1967-2003) | | | | | | | | | | | | | |

Las características antes descritas son aplicables al núcleo de población y no corresponden a todo el terreno del municipio pues al haber altitudes con una oscilación de más de 800 metros el tiempo cotidiano varía en unas zonas y otras.

### Flora
Predomina una extensa masa forestal de roble, árbol determinante por su predominio. En las zonas más elevadas adquiere formas diferentes a la forma espigada de los normales pues las condiciones climáticas condicionan su desarrollo. A los más próximos a las cumbres se les suelen adherir líquenes y musgos en el tronco y las ramas.
El área de las frondosas caducifolias, como los chopos y enebros es mucho más reducido, limitándose a sitios sombríos y en laderas y parajes muy concretos. En las zonas menos accesibles y umbrías se desarrollan ejemplares aislados de tejo y acebo.
- En el sotobosque se mezclan plántulas, árboles jóvenes, arbustos; también se da el helecho, el brezo blanco y el brezo común.
- En zonas más próximas al pueblo, llanas y en las cumbres predominan las herbáceas aprovechadas como pastos.
- Los sitios más húmedos y umbríos son adecuados para diversos tipos de musgo enraizados en árboles, rocas, paredes y demás.
Setas
Las setas más extendidas son las denominadas en el pueblo “setas del cardo” y "las setas de carrerilla" y bastantes más: Entoloma, Lactarius, Russula, Armillaria mellea, Fistulina hepatica, Lepista nuda, Lactarius, Boletus edulis, Gymnopilus junonius,  Suillus luteus, Bovista plumbea, Hemimycena láctea, Phellodon Níger, Tricholoma focale, Chroogomphus rutilus, Hypholoma fasciculare, Pholiota pinicola,  Hemimycena lactea, Pholiota pinicola, Suillus luteus.[cita requerida]

### Fauna
Las especies de animales son muy numerosas pues los diversos niveles de altitud propician diversos biotopos en los que se ubican diversas especies dependiendo del sustrato.
Mamíferos
ciervo común, corzo, jabalí, zorro, gato montés, tejón, conejo, ardilla roja, comadreja, y otros micromamiferos como ratas, ratas de agua, ratones, topos, murciélagos y otros.
Aves
halcón, cernícalo vulgar, buitre, gavilán, milano negro, milano real, búho, lechuza, cárabo común, búho chico, mochuelo, cuervo, corneja negra, garza real, paloma, pecu, zorzal, torda, estornino, pinzón vulgar, jilguero, petirrojo, martín pescador, y otros pequeños pájaros como el carbonero común, el colirrojo tizón, la alondra común, el ruiseñor común, el avión común, el vencejo común, la golondrina, el herrerillo común, la lavandera blanca, el mirlo acuático, el ruiseñor, etc.
Reptiles
lagarto verde, lagartija común, y culebras de diversas especies.
Anfibios
rana, sapo, tritón, salamandra.
Insectos
Sobresalen las hormigas y entre ellas las comunidades de hormigas rojas llamativas por los hormigueros de arquitectura compleja en la que viven; albergan comunidades con cientos de miles de hormigas. También son abundantes saltamontes, langostas, mantis religiosa, mosca doméstica, mosquito, zapatero, girino, ciervo volante.[cita requerida]
Arácnidos
Los diferentes tipos de arañas también son muy numerosos.

## Historia
En los atentados del 11-S, el pueblo se vio afectado, perdiendo a un lugareño en tan fatídico acontecimiento. Hoy se puede contemplar un monumento en su memoria en la subida de la iglesia.
La reforma provincial del siglo XIX planteó dudas en torno a qué provincia debía estar asignado Moncalvillo al igual que otros pueblos de esta comarca.
El mismo siglo se caracteriza por una inestabilidad muy intensa en esta zona y por tanto en este pueblo, por la repercusión de las numerosas guerras civiles que fueron estallando a lo largo de todo el siglo; las guerras carlistas son las más evidentes.
A mediados del siglo XIX, la villa tenía contabilizada una población de 294 habitantes. Aparece descrita en el decimoprimer volumen del Diccionario geográfico-estadístico-histórico de España y sus posesiones de Ultramar de Pascual Madoz de la siguiente manera:

MONCALVILLO: v. con ayunt. en la prov., aud. terr. y c. g. de Burgos (11 leg.), dióc. de Osma(8) y part. jud. de Salas de los Infantes (2). Se halla sit. parte en la falda de unos cerros y parte en llano y al pie de los mismos: su clima es frio, reinan los vientos N. y O., y las enfermedades mas comunes son las tercianas, cuartanas y liebres biliosas, cuyas últimas suelen degenerar algunas veces en pútridas. Tiene 112 casas generalmente malas, una escuela de primera educacion frecuentada por 34 niños, y dotada con 16 fan. de comuña, de las que 8 provienen de una obra pia de la cofradía de San Martin, una casa municipal no muy buena, un pequeño paseo con arbolado, 2 fuentes abundantísimas dentro de la pobl. y 3 en el térm., que no lo son tanto, cuyas aguas son por lo general gruesas, una igl. parr. matriz y de entrada (San Pedro Apóstol) servida por un cura párroco y un sacristan, cuyo curato segun el mes en que vaca, es de provision del ordinario ó de la corona, un cementerio en buen estado y 2 ermitas dentro del pueblo tituladas, Ntra. Sra. de Vallejo y Santa Marina. Linda el térm. N. Palacios de la Sierra; E. Rabanera; S. Cabezon, y O. Castrillo de la Reina. El terreno es de inferior calidad, y por otra parte montuoso y lleno de escabrosidades: le baña un arroyuelo que nace á dist. de medio tiro de fusil y al E. de la pobl.: esta se halla rodeada de montes bastante poblados de robles y estepas. caminos: los que dirigen á los pueblos limítrofes, en regular estado. correos: la correspondencia se recibe de Salas de les Infantes por medio de un cartero. prod.: comuña, centeno y legumbres; cria ganado lanar, vacuno y cabrío; caza de perdices, liebres, conejos, jabalíes, venados, corzos y lobos, y pesca de cangrejos. ind.: la agrícola, 9 molinos harineros y 4 batanes en estado deplorable. pobl.: 73 vec., 294 alm. cap. prod.: 336,920 rs. imp.: 33,136. contr.: 7,433 rs. 26 mrs.
(Madoz, 1848, p. 483)

En el siglo XX la guerra que ocasionó el derrocamiento de la Segunda República española también produjo varios asesinados en la comarca.

## Demografía
Moncalvillo cuenta con una población de 76 habitantes (INE 2024).
| Gráfica de evolución demográfica de Moncalvillo entre 1842 y 2021                                                   |
| |
| Población de derecho según los censos de población del INE Población de hecho según los censos de población del INE |

La población está muy envejecida y se ha acusado el éxodo rural también en los últimos 30 años donde se ha perdido 1/3 de la población.
Esta población es, en un porcentaje elevado, poco estable y tiende a cambiar de residencia en función del mercado laboral y la estación del año en la que se encuentran. Algunos de estos colectivos han sufrido de forma especial la crisis económica.

## Economía
Ganadería, principalmente; agricultura; y explotación forestal (madera y hongos). Si atendemos a la toponimia, el término de Moncalvillo presenta buenas condiciones para plantaciones de madera noble y madera de calidad de ciruelo y avellano (recordemos los topónimos río Ciruelos y Valdeavellanos).

## Administración y política
| Periodo   | Nombre                    | Partido |
| --------- | ------------------------- | ------- |
| 1979-1983 | Maximiliano Alonso        |         |
| 1983-1987 | José Antonio De La Fuente | PSOE    |
| 1987-1991 | José Antonio De La Fuente | PSOE    |
| 1991-1995 | José Antonio De La Fuente | PSOE    |
| 1995-1999 | Juan Ángel Elvira Benito  | PP      |
| 1999-2003 | Juan Ángel Elvira Benito  | PP      |
| 2003-2007 | Juan Ángel Elvira Benito  | PP      |
| 2007-2011 | Juan Ángel Elvira Benito  | PP      |
| 2011-2015 | Juan Ángel Elvira Benito  | PP      |
| 2015-2019 | Juan Ángel Elvira Benito  | Vox     |

### Servicios públicos
Sanidad
La atención primaria se atiende los martes y los viernes en el consultorio médico que está en el centro del pueblo.
Educación
El pueblo no dispone de colegio ni instituto y los habitantes se deberían desplazar hasta Salas de los Infantes o Quintanar de la Sierra para tener la educación obligatoria.

### Estructura urbana
El núcleo de población tiene una forma muy alargada que coincide con el curso del Ciruelos. El río ha generado una zona llana pero el pueblo se encuentra en continuo sube y baje.
Se divide en los siguientes barrios: El Barrio de Arriba, La Iglesia, el Barrio de Santa María, La Plaza, La Tejera, San Roque,
Las calles más destacadas son Emigrantes a México, Esposos Matías de la Fuente y Clara Aguilar y la Calle Mayor.
Arquitectura popular
Las casas son muestra de arquitectura serrana. Están pensadas atendiendo al clima y al trabajo. Las ventanas eran pequeñas para aislarlas del clima frío.
Las viviendas más antiguas eran de planta baja y estaban construidos con madera, de las cuales no queda ninguna. Las construcciones de piedra existentes en la actualidad pertenecen a la Edad Moderna y Contemporánea siendo raras las anteriores al siglo XVIII.
La cocina era uno de los elementos más importantes de la casa. De forma cuadrada, con paredes de algo más de 2 metros de altura. Desde estas paredes, se va elevando en forma de cono la chimenea, cuyo vértice se abre al exterior para la ventilación, salir el humo y dejar entrar la luz. Este tipo de cocina es como si fuera el interior de una campana. Las paredes estaban construidas con materiales que retenían el calor, como los adobes y el barro. La forma cónica que generaba la chimenea se construía con diversos materiales que no ardieran, entretejidos y unidos con barro. El fuego se hacía sobre un lar que solía estar al lado de una pared y también podía estar en el centro pues así permitía una mayor distribución del calor lo cual era muy importante para curar la matanza. Con frecuencia tenían planta baja donde estaban los animales.
Al exterior eran características las chimeneas cónicas sobresaliendo más de 1 m. sobre el tejado. El remate de las chimeneas tenía formas diferentes; estaban construidas con barro y diversos materiales. Hay viviendas y chimeneas de este tipo aunque cada vez menos.
Desde principios de siglo XX se comenzaron a instalar las denominadas "cocinas económicas" cuya estructura era de hierro que era donde se encendía el fuego. Aún permanecen y son usadas en invierno.

## Patrimonio

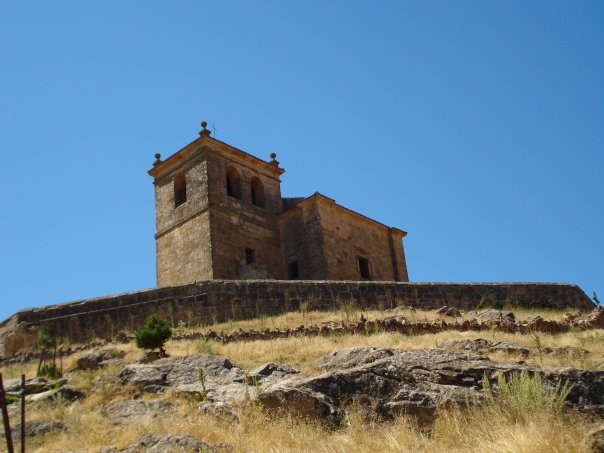
Iglesia de San Pedro Apóstol, situada en lo alto del pueblo de Moncalvillo

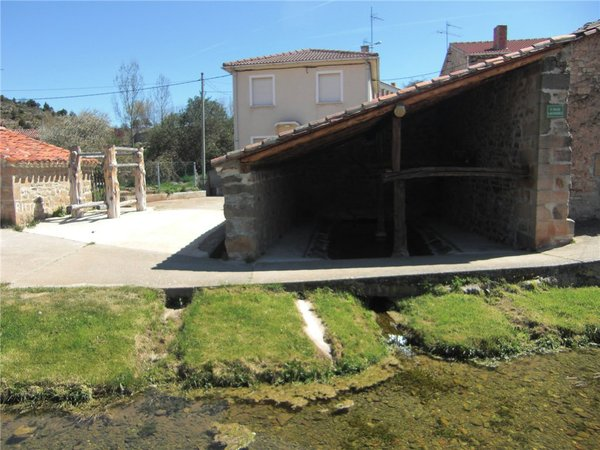
Lavadero y potro de Moncalvillo

- Iglesia parroquial, reformada en 1735. Retablo mayor de madera policromada de trazas churriguerescas (1746). La iglesia está dedicada San Pedro Apóstol y está situada en lo alto del pueblo.
- Ermita de Santa MarinaErmita de Santa Marina.
- Lavadero y potro.
- Sepulcros.

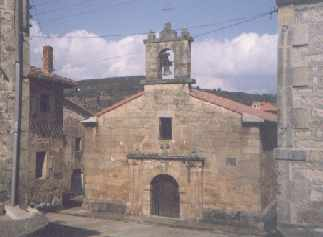
Ermita de Santa Marina

- Monolito a Fernando de la Fuente (1943-1996), misionero en Zaire y mártir. Está situado en el parque de las Escuelas.
- Monumento a Edelmiro Abad Elvira (1947-2001), ejecutivo, muerto en los atentados contra el World Trade Center. Está situado debajo de la iglesia y tiene forma de dos torres gemelas.
- Busto a Benito Benito Vilda, ciudadano del pueblo que vivió durante 109 años (1901-2010).

## Cultura

### Actividades culturales
Hay actividades organizadas por asociaciones: Asociación Cultura La Calvilla, Sociedad de Cazadores y Club Ciclista Amachimbra.

### Vocabulario
En la Sierra se ha desarrollado un vocabulario o significado de algunas palabras propio de estas tierras. Los ejemplos son numerosos. Otras palabras pueden parecer de esta comarca pero son más generales caso de las referidas a asuntos que tienen que ver con la ganadería, la matanza y cosas similares. Lo que ocurre que al ir desapareciendo el modo de producción que las originó van desapareciendo estas palabras.

### Fiestas y eventos

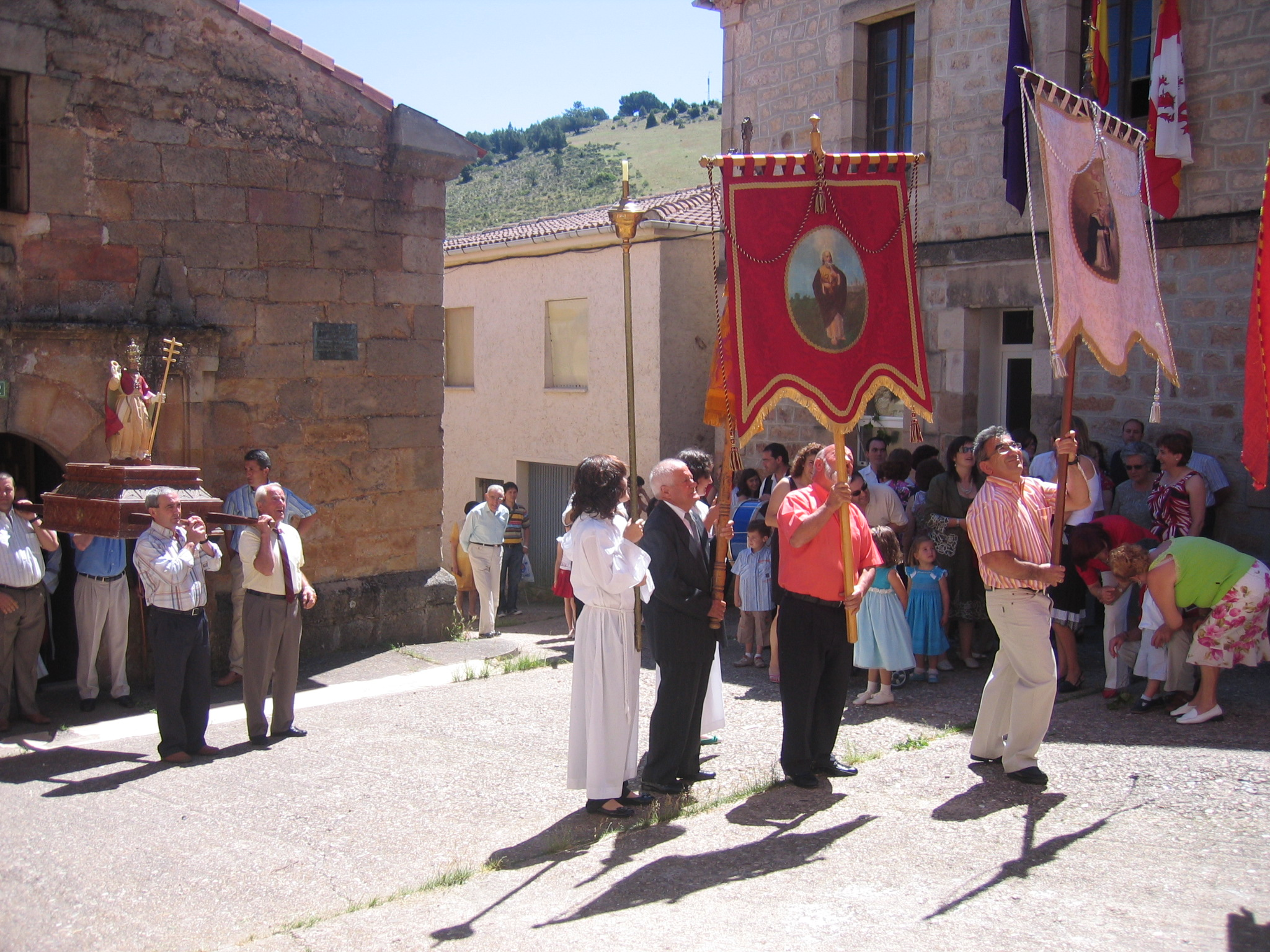
Procesión de San Pedro

Moncalvillo de la Sierra tiene dos fiestas patronales: San Pedro y San Pedrito, que se celebran el 29 y 30 de junio, y la Virgen de la Paz que se celebra el 31 de diciembre y el 1 de enero. Son conocidas en las localidades próximas al municipio por el buen recibimiento que se hace a los turistas y la alegría de los vecinos.
El primer sábado de agosto se celebra la tradicional merienda de la Caldereta en el merendero de la Cerradilla.
El último sábado de agosto se celebra la Pollada, cena en la que destacan as alas y muslos de pollo y el buen ambiente.
A principios de agosto comienza a ser ya habitual la celebración de una discoteca móvil que atrae a numerosos jóvenes de los pueblos de alrededor.
El 24 de enero se celebra una chocolatada en honor a la Virgen de la Paz.

### Gastronomía
Un plato típico es la caldereta y el asado. Otros productos son los embutidos caseros y las cecinas de animales domésticos y también de jabalí, corzo y venado. También dsetaca la presencia de morcilla y queso fresco en las casas, productos típicos de la provincia, así como las patatas y ensaladas.

### Deportes
- Pista de fútbol sala en las Escuelas
- Campo de fútbol “El Cantón” situado a 3 km del pueblo en el camino dirección Rabanera. En él juega el Moncalvillo F.C. equipo compuesto en su mayoría de habitantes del pueblo y que disputa el trofeo diputación con intención de disfrutar del fútbol y el buen ambiente que hay en el equipo.
- Numerosas sendas ciclables para disfrutar de la mountain bike y de los preciosos paisajes de la comarca.

## Hermanamientos
- Santa Margarita de Montbui (España)